# Awtowelo 650
Awtowelo 650 (ros. Автовело-650), potocznie Sokol (ros. Сокол) – radziecki samochód wyścigowy zbudowany w 1952 roku, stworzony na zlecenie Wasilija Stalina przez zespół przedwojennych pracowników Auto Uniona. Pojazd był napędzany silnikiem 2,0 w specyfikacji V12 i z założenia miał być zgodny z regulaminem Formuły 2. W związku z nieudanym silnikiem, zmianą przepisów Formuły 2 i uwięzieniem Wasilija Stalina projekt został zarzucony. Zbudowano dwa egzemplarze modelu, z czego w całości przetrwał jeden.

## Tło
W drugiej połowie lat 30. w wyścigach Grand Prix najpoważniejszymi konkurentami byli Mercedes-Benz i Auto Union. Po zakończeniu II wojny światowej miasto Chemnitz, w którym miał siedzibę Auto Union, znalazło się w radzieckiej strefie wpływów. W czerwcu 1946 roku Sowieci wskrzesili dział badawczo-rozwojowy przedwojennego Auto Uniona pod nazwą NTBA (Научно-Техническое Бюро Автомобилестроения, Nauczno-Techniczeskoje Biuro Awtomobilestrojenija), które z kolei stało się częścią radziecko-niemieckiej spółki Awtowelo. W fabryce pracowało około 120 osób, w tym w znacznej części przedwojenni pracownicy Auto Uniona. Połowa z nich opracowywała projekty dla ZSRR, a połowa do radzieckiej strefy okupacyjnej Niemiec. W tym okresie Wasilij Stalin wyszedł z inicjatywą stworzenia radzieckiego zespołu wyścigowego, mogącego z powodzeniem rywalizować z zachodnimi przeciwnikami. W 1947 roku NTBA utworzył zespół z zadaniem wykorzystania przedwojennej wiedzy do budowy odpowiedniego samochodu. Pierwotnie planowano wskrzesić nieukończony przedwojenny projekt Auto Uniona E, jednak w październiku 1947 roku wskutek ogłoszenia przepisów Formuły 2 z silnikami dwulitrowymi zarzucono ten pomysł i rozpoczęto pracę nad właściwym pojazdem. Projekt otrzymał nazwę Typ 650.
Po zawiązaniu projektu Typ 650 zmieniono nazwę biura na Entwicklungswerk Chemnitz, a dyrektorem departamentu wyścigowego został W. Myszkin. Za rozwój silnika był odpowiedzialny Walter Träger, układem przeniesienia napędu zajął się Adolf Hahn, nad podwoziem pracowali Lange i Pietzsch, karoserię projektował Kordewahn, a za ogólny projekt był odpowiedzialny Otto Seidan. Myszkin zdołał zapewnić to, czego potrzebowali konstruktorzy niezależnie od kosztów, wliczając w to nowe opony Pirelli z Włoch czy dużą ilość paliwa.

## Projekt
Inspiracją dla stworzenia Awtowelo 650 były przedwojenne projekty, w szczególności Auto Uniona D. Według założeń Seidana pojazd wykazywał znaczne podobieństwo do modelu D, wliczając w to identyczny układ wydechów. W ostatecznej wersji wydechy te łączyły się w dwa prowadzące do tyłu. Walter Träger – współtwórca silnika D w 1938 roku, opracował nowy silnik V12 o pojemności 1992 cm³ z czterema wałkami rozrządu w głowicy. Istnieje prawdopodobieństwo, że jednostka ta była rozwinięciem silnika niedokończonego modelu E, na co wskazuje Peter Kirchberg, odnosząc się również do problemów z kolektorami dolotowymi, pierwotnie przeznaczonymi do użycia w układzie doładowania. Z drugiej strony odległość między cylindrami, średnica cylindrów i skok tłoka były inne aniżeli w Auto Unionach. Cechą charakterystyczną Awtowelo 650 było nieefektywne zasilanie trzeciego cylindra przez gaźnik Solex, co mogłoby wskazywać na założenie użycia sprężarki. To rozwiązanie miało na celu efektywne działanie przy wysokich prędkościach poprzez wytworzenie ciśnienia w komorze silnika, a co za tym idzie, wtłoczenie większej ilości tlenu do gaźników i wytworzenie doładowania w kolektorach. To rozwiązanie było stosowane w hot rodach, a także niektórych BMW, Audi i Mercedesach z lat 70. i 80.
Podwozie w znacznej części było identyczne z Auto Unionem D i dzieliło z nim wiele elementów, jak przednia oś. Z drugiej strony tylna oś różniła się, co miało związek z ułożeniem układu przeniesienia napędu: w Auto Unionie znajdował się on za tylną osią, a w modelu 650 między osią a silnikiem.
Niektóre różnice między modelami Auto Union D, Auto Union E i Awtowelo 650 przedstawia poniższa tabela:
|                                     | Auto Union D | Auto Union E | Awtowelo 650 |
| ----------------------------------- | ------------ | ------------ | ------------ |
| Typ silnika                         | V12 60°      | V12 60°      | V12 65°      |
| Moc maksymalna (KM)                 | 485          | 260–327      | 150          |
| Średnica cylindra × skok tłoka (mm) | 65 × 76      | 53 × 56      | 62 × 55      |
| Pojemność skokowa (cm³)             | 2990         | 1481,8       | 1992         |
| Skrzynia biegów                     | 5 biegów     | 6 biegów     | 5 biegów     |
| Rozstaw osi (mm)                    | 2743         | 2500         | 2250         |

## Testowanie i wyścigi
Pierwsze testy odbył prawdopodobnie pod koniec 1951 roku dawny motocyklista Auto Uniona Fritz Trägner. Miały one miejsce przed siedzibą Entwicklungswerk Chemnitz. Później odbyto testy na autostradzie A4 w Glauchau, podczas których osiągnięto prędkość 180 km/h. Wśród kandydatów do testowania pojazdu byli Edgar Barth i Heinz Melkus, których jednak z powodu braku doświadczenia nie przeznaczono do tego zadania.
Do kwietnia 1952 roku ukończono dwa egzemplarze 650. Wasilij Stalin zamówił w związku z tym samolot do NRD, aby je odebrać. Pojazdy przybyły do Moskwy 8 kwietnia, gdzie miały być ponownie zmontowane. Jednakże początkowo radzieccy mechanicy nie uruchomili pojazdów, nie znając gaźników Solex. Zamiast tego zamontowali oni gaźniki Opla, dzięki czemu uruchomiono pojazdy, jednak brakowało im mocy.
Mimo niezadowalających testów, oba samochody uczestniczyły w wyścigu mistrzostw Moskwy 30 czerwca 1952, a ich kierowcami byli członkowie CSKA Moskwa, Pawieł Baranow i Wasilij Kuzniecow. Obaj zawodnicy odpadli z wyścigu wskutek problemów z gaźnikiem. Mniej więcej w tym czasie samochody nazwano Sokol. Określenie to pochodziło od propagandowego przydomka pilotów, często używanym w prasie i radiu. Po nieudanym wyścigu w Moskwie Stalin odesłał oba pojazdy do Chemnitz celem obejrzenia ich. Po udoskonaleniu samochodów w NRD zostały one ponownie przesłane do ZSRR.
Po śmierci Józefa Stalina i dojściu do władzy Nikity Chruszczowa aresztowano Wasilija Stalina, a projekt Awtowelo został zarzucony. W 1953 roku pojazd został przekazany do AWE-Rennkollektiv, również znajdującym się w korporacji Awtowelo, gdzie był testowany. Jednakże problemy podczas testów, w tym awaryjność silnika, spowodowały, że AWE nigdy nie wystawił Sokola w wyścigach Formuły 2, jak planowano.

## Dalsze losy modelu
Sokol po przekazaniu AWE-Rennkollektiv został wykorzystany do projektu EMW R1/53. Przy projektowaniu EMW posłużono się tylną osią Sokola, w tym drążkiem skrętnym i układem osi De Dion. Drążek skrętny w obu projektach był zamontowany do podwozia za pomocą wspornika A.
W 1957 roku pojazd pokazano w filmie Rywale przy kierownicy.
Dalsze losy modelu pozostawały nieznane aż do 1976 roku. Wówczas to zachodnioniemiecki magazyn „Automobil & Motorrad Chronik” opublikował artykuł o Auto Unionie E, w którym sugerował, jakoby ten samochód nadal istniał w NRD. Następnie mężczyzna znany jako Klaus Wegner zauważył pozostałości tajemniczego samochodu w zakładzie zajmującym się recyklingiem stali w Lipsku. Wegner przekonał pracowników do przetopienia jego DKW zamiast pojazdu, który następnie odholował na swoje podwórko. W październiku 1977 z Wegnerem skontaktował się kolekcjoner Martin Schröder, który zakupił samochód za 80 000 marek zachodnioniemieckich. Schröder nie zdołał jednak przemycić samochodu do RFN, ponieważ został on skonfiskowany za odszkodowaniem przez firmę Interport. Kilka tygodni później Interport sprzedał pojazd Brytyjczykowi Tomowi Wheatcroftowi. Wheatcroft zlecił odnowienie silnika byłym mechanikom BRM, po czym przekazał go do Donington Museum.
Drugi egzemplarz w okresie NRD był wystawiany w muzeum Uniwersytetu Technicznego w Dreźnie, ale jego stan stopniowo się pogarszał.
W 2003 roku samochód uczestniczył w festiwalu w Goodwood, a jego kierowcą był Rick Hall. Natomiast w 2010 roku pojazd pojawił się na wystawie Techno Classica by Hall & Hall.